# Hjalmar Meissner
Karl Hjalmar Meissner, född den 1 mars 1865 i Helsingfors, Finland, död den 28 maj 1940 i Stockholm, var en svensk kapellmästare, dirigent och skribent.

## Biografi
Meissner var utbildad vid Kungliga Musikkonservatoriet 1876–1880. Han debuterade som teaterkapellmästare i Kristiania 1884, därefter tjänstgjorde han vid Nya Teatern i Stockholm och Svenska Teatern i Helsingborg samt var musikdirektör vid Kalmar regemente från 1889.
1897 fick han anställning hos Albert Ranft och var andre dirigent vid dennes teatrar fram till 1925, dock med undantag för en tid 1908-1910 vid Kungliga Operan och 1914 vid Göteborgs orkesterförening. Han blev med tiden en omtyckt operettdirigent framför allt på Oscarsteatern. 
Han var ordförande i Musikerförbundet och skrev 1921 debattartikeln "Varning för jazz" (i tidskriften Scenen 1921), vari han beskrev den nya musikstilen med orden: "Jazz är en hemsk infektionssjukdom, som med stora steg närmar sig våra friska kuster."
Hjalmar Meissner var från 1899 gift med operettprimadonnan Emma Meissner, född Ekström. Makarnas äktenskap besjungs i en av verserna i Ernst Rolfs kuplett Jag är ute när gumman min är inne.
Hjalmar Meissner är son till dirigenten August Meissner. Meissner är begravd på Norra begravningsplatsen i Stockholm.

## Bilder

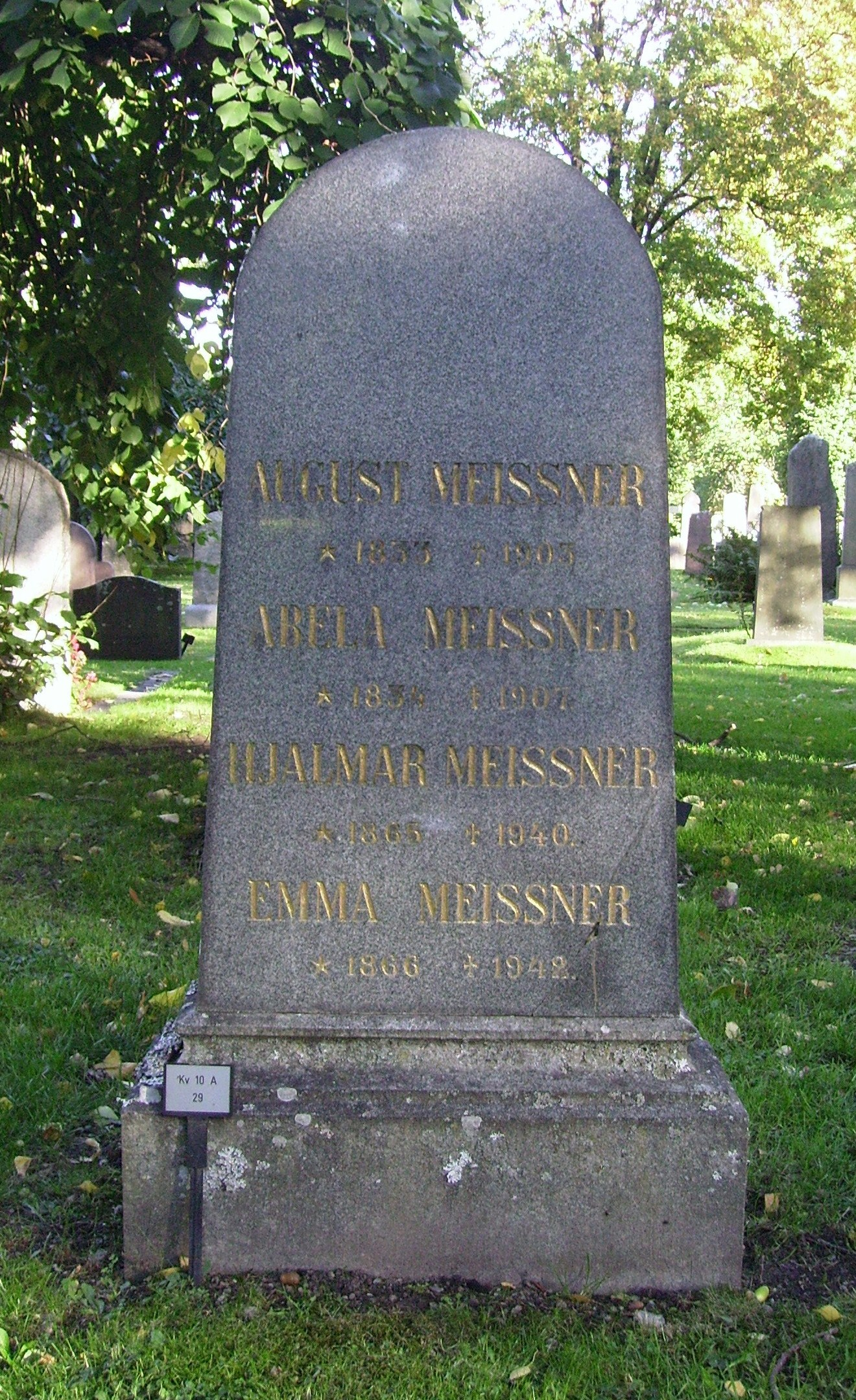
Emma och Hjalmar Meissners gravvård på Norra begravningsplatsen i Solna kommun